# Trematodon suberectus
Trematodon suberectus là một loài rêu trong họ Bruchiaceae. Loài này được Mitt. mô tả khoa học đầu tiên năm 1867.